# Галайківці
Гала́йківці —  село в Україні, у Мурованокуриловецькій селищній громаді Могилів-Подільського району Вінницької області. Населення становить 916 осіб.
До сільської Ради цього села до 2020 відносився також хутір Володимирівка.
В околицях села розташовані об'єкти природно-заповідного фонду — ботанічні заказники місцевого значення Криничка та Красне.

## Історія
7 (20) листопада 1917 року, відповідно до Третього Універсалу Української Центральної Ради, увійшло до складу Української Народної Республіки.
12 червня 2020 року, відповідно до Розпорядження Кабінету Міністрів України № 707-р «Про визначення адміністративних центрів та затвердження територій територіальних громад Вінницької області», увійшло до складу Мурованокуриловецької селищної громади.
19 липня 2020 року, в результаті адміністративно-територіальної реформи та ліквідації Мурованокуриловецького району, село увійшло до складу новоутвореного Могилів-Подільського району.

## Населення
Згідно з переписом УРСР 1989 року чисельність наявного населення села становила 1117 осіб, з яких 481 чоловік та 636 жінок.
За переписом населення України 2001 року в селі мешкало 912 осіб.

### Мова
Розподіл населення за рідною мовою за даними перепису 2001 року:
| Мова       | Відсоток |
| ---------- | -------- |
| українська | 98,58 %  |
| російська  | 0,98 %   |
| білоруська | 0,22 %   |
| молдовська | 0,22 %   |